# Nils Rikberg
Nils Bertil Rikberg, né le 29 mars 1928 à Pernå, et mort le 10 août 2002 à Turku, en Finlande, est un joueur de football international finlandais.

## Biographie
International finlandais, il joue pour la sélection olympique finlandaise à Helsinki lors des Jeux olympiques d'été de 1952. Un an plus tard, il rejoint au Toulouse FC son compatriote Aulis Rytkönen, mais ne dispute que 4 matchs de D1 (pour 2 buts). Après une saison, il part au FC Sète, où il dispute 51 matchs et inscrit 7 buts entre 1954 et 1957. Il termine sa carrière dans son pays natal, à l'Åbo IFK.
Il compte 15 sélections (pour 7 buts) en équipe de Finlande, entre 1952 et 1960.